# High Art
High Art es un drama romántico independiente de 1998 escrito y dirigido por Lisa Cholodenko, y protagonizado por Ally Sheedy y Radha Mitchell. Se estrenó en el Festival de Cine de Sundance de 1998, donde ganó el Waldo Salt Screenwriting Award. Tuvo un lanzamiento limitado en Estados Unidos el 12 de junio de 1998.
La película recibió críticas positivas de los críticos, en especial a la actuación de Sheedy, que obtuvo varios galardones, incluido el Independent Spirit Award a la Mejor Protagonista Femenina, Los Angeles Film Critics Association Award for Best Actress y el National Society of Film Critics Award for Best Actress.

## Sinopsis
Sydney (o simplemente «Syd»), de 24 años, es una mujer que tiene toda su vida planeada. Vive con su novio de toda la vida, James, y va ascendiendo en la prestigiosa revista de fotografía artística Frame. Syd tiene los deseos y frustraciones típicos y manejables. Pero cuando una grieta en el techo provoca una gotera y Syd se ve obligada a llamar a la puerta de su vecino de arriba, un encuentro fortuito la lleva de repente por un nuevo camino.
Lucy Berliner, una reconocida fotógrafa, encantadora, esquiva y curiosamente retirada, le abre las puertas a un mundo desconocido para Syd. Ahora, a sus 40 años, Lucy vive con su novia alemana Greta, adicta a la heroína, que en su día fue glamurosa y acoge a un grupo de jóvenes fiesteros con una vida difícil. Syd queda fascinada por Lucy y se ve atraída por la extraña y seductora vida que esta lleva en el piso de arriba.
Syd menciona a Lucy a sus jefes (sin darse cuenta de que es famosa), pero estos no muestran interés hasta que se dan cuenta de quién es exactamente Lucy. Durante un almuerzo, Lucy acepta trabajar para la revista siempre y cuando Syd sea su editora. Pronto se desarrolla una relación laboral entre las dos y se pone en marcha un proyecto que promete una segunda oportunidad para la carrera de Lucy. Pero a medida que la colaboración entre Syd y Lucy las acerca más, su relación laboral se vuelve sexual y las líneas entre el amor y la profesionalidad se difuminan de repente. A medida que Syd descubre poco a poco las verdades más oscuras de la vida al límite de Lucy, se ve obligada a enfrentarse a su propio ansia de reconocimiento y a las inciertas recompensas de la estima pública.

## Elenco
- Ally Sheedy como Lucy Berliner
- Radha Mitchell como Syd, un editor adjunto en Frame
- Gabriel Mann como James, pareja de Syd
- Charis Michelsen como Debby
- David Thornton como Harry, editor en Frame y jefe de Syd
- Anh Duong como Dominique, redactor jefe de Frame
- Patricia Clarkson como Greta, actriz alemana y la novia que vive con Lucy.
- Helen Mendes como White Hawk
- Bill Sage como Arnie
- Tammy Grimes como Vera, madre de Lucy
- Cindra Feuer como Delia
- Anthony Ruivivar como Xanderr
- Elaine Tse como Zoe
- Rudolf Martin como Dieter

## Producción
La fotografía de Lucy Berliner (Sheedy) se basó en el trabajo de Nan Goldin. Las fotografías fueron realizadas por Jojo Whilden.

## Recepción
La película se estrenó en el Festival de Cine de Sundance de 1998 con excelentes críticas. En abril de 2025 se lanzó una restauración en 4K.
En Rotten Tomatoes, la película tiene un índice de aprobación del 76%, basado en 49 reseñas, y una calificación promedio de 6.8/10.  En Metacritic, High Art tiene una puntuación de 73 basada en 17 reseñas, lo que indica reseñas "generalmente favorables".
El crítico de cine Roger Ebert señaló que "High Art es tan perspicaz y madura que hace que otras películas similares parezcan frívolas. Las interpretaciones son perfectas, escena tras escena, para lo que se necesita". Janet Maslin, del New York Times, elogió las actuaciones, aunque dijo que el final es de una "inevitabilidad artificial".
IndieWire la clasificó en el puesto número 7 de las 15 mejores películas lésbicas de todos los tiempos.